# Żabienica
Żabienica (Baldellia Parl.) – rodzaj roślin z rodziny żabieńcowatych (Alismataceae). Obejmuje dwa lub trzy gatunki. Są to rośliny wodne występujące na wyspach Makaronezji, w Europie (bez wschodniej części kontynentu), w północno-zachodniej Afryce oraz w Azji Mniejszej. W Polsce występuje jeden gatunek – żabienica jaskrowata B. ranunculoides.

## Morfologia
PokrójRośliny zielne z kłączami, o łodygach zanurzonych, krótkich, prosto wznoszących się, okrągłych na przekroju.
LiścieWszystkie odziomkowe, zanurzone lub wzniesione ponad powierzchnię, ogonkowe (ogonki z miękiszem powietrznym). Blaszka równowąska do wąskolancetowatej, na wierzchołku zaostrzona, u nasady zbiegająca.
KwiatyObupłciowe, zebrane po kilka w baldachokształtny kwiatostan. Wyrastają na długich szypułkach. Okwiat podwójny. Działki kielicha są trwałe, krótkie i odgięte. Płatki korony są dłuższe, zaokrąglone, białe do różowych. Pręcików jest 6, wyrastających parami naprzeciw płatków. Owocolistki są liczne, wolne.
OwoceDrobne niełupki tworzące kulistawy, najeżony owoc zbiorowy. Poszczególnie niełupki eliptyczne i podługowate z 5 podłużnymi grzbietami.

## Systematyka
Pozycja systematyczna
Jeden z rodzajów rodziny żabieńcowatych Alismataceae. W niektórych ujęciach bywa włączany do szeroko ujmowanego rodzaju Echinodorus.
Wykaz gatunków
- Baldellia alpestris (Coss.) Laínz
- Baldellia ranunculoides (L.) Parl. – żabienica jaskrowata
- Baldellia repens (Lam.) Ooststr.